# Kodycyl
Kodycyl (łac. codicillus – dodatek do testamentu) – przeniesiona z języka prawniczego nazwa końcowej części utworu literackiego, mającej formę ostatniej woli, często wyrażonej w sposób żartobliwy. Przykładem takiego utworu jest Wielki testament François Villona.
W prawie rzymskim kodycyl to rozporządzenie majątkiem na wypadek śmierci (mortis causa), ale – w przeciwieństwie do testamentu – bez ustanowienia dziedzica. Inaczej mówiąc należy kodycyl rozumieć jako nieformalne rozporządzenie majątkiem na wypadek śmierci. Przez zwrot nieformalne należy rozumieć takie, które w istocie swojej nie wymaga przestrzegania jakieś formy, np. wypowiedzenia jakichś konkretnych słów, sporządzenia na piśmie itp. Kodycyl może wystąpić w miejscu testamentu albo obok niego. W tym ostatnim wypadku stanowi on uzupełnienie woli spadkodawcy. Należy też powiedzieć, że nie ma on mocy testamentu. 
Współcześnie kodycyl występuje jako instytucja prawa spadkowego w niektórych systemach prawnych.